# Distretto di Cáceres del Perú
Il distretto di Cáceres del Perú è un distretto del Perù nella provincia di Santa (regione di Ancash) con 5.062 abitanti al censimento 2007 dei quali 1.172 urbani e 3.890 rurali.
È stato istituito il 13 ottobre 1886.